# Nigella Saunders
Nigella Saunders (7 de diciembre de 1979) es una deportista jamaicana que compitió en bádminton. Ganó dos medallas en los Juegos Panamericanos de 2003, oro en individual y bronce en dobles mixto.

## Palmarés internacional
| Juegos Panamericanos | Juegos Panamericanos            | Juegos Panamericanos | Juegos Panamericanos |
| Año                  | Lugar                           | Medalla              | Prueba               |
| -------------------- | ------------------------------- | -------------------- | -------------------- |
| 2003                 | Santo Domingo (Rep. Dominicana) | Medalla de oro       | Individual           |
| 2003                 | Santo Domingo (Rep. Dominicana) | Medalla de bronce    | Dobles mixto         |